# Memorándum de entendimiento Argentina-Irán

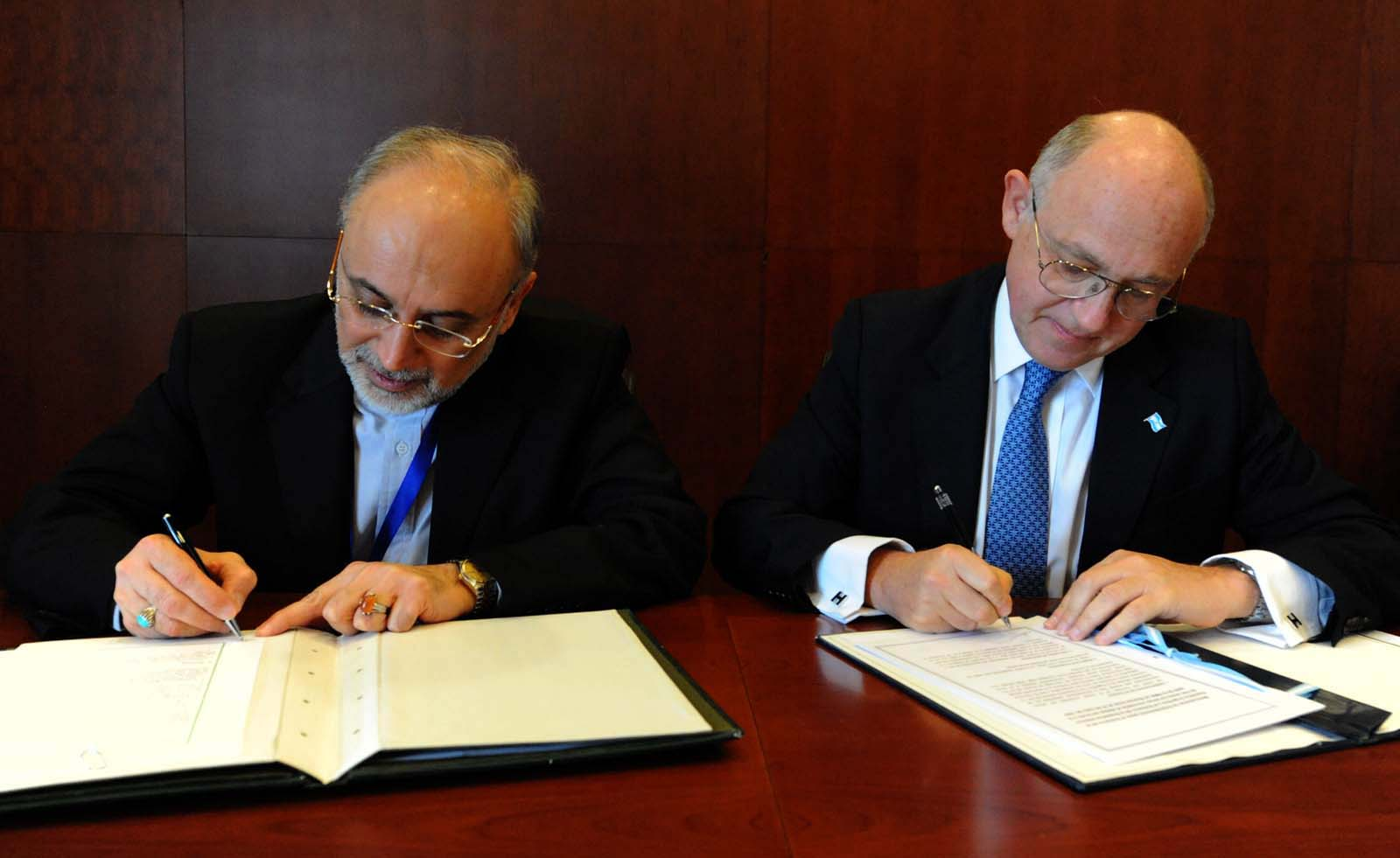
Ali Akbar Salehi y Héctor Timerman firmando el memorándum.

El Memorándum de entendimiento Argentina-Irán fue un memorándum de entendimiento firmado en 2013 por el gobierno de la República Argentina, durante el mandato de la entonces presidenta Cristina Fernández de Kirchner, y el gobierno de la República Islámica de Irán, en Addis Abeba, Etiopía, sobre los temas vinculados al ataque terrorista a la sede de la Asociación Mutual Israelita Argentina en Buenos Aires el 18 de julio de 1994.
Irán se había negado sistemáticamente a cooperar con Argentina en el caso judicial contra ciudadanos iraníes, por lo que el gobierno argentino consideró este memorándum como un avance para la causa.
El memorándum constaba de nueve puntos, entre los cuales se destacaba la creación de una Comisión de la Verdad, que estaría compuesta por juristas internacionales para cooperar con la investigación. Además establecía que el juez de la causa, Rodolfo Canicoba Corral y el fiscal Alberto Nisman, argentinos, podrían interrogar a los sospechosos iraníes con notificación roja de Interpol. 
La presidenta lo calificó como «un hecho histórico» y consideró que serviría para avanzar en la investigación del atentado a la AMIA, desobstaculizar uno de los motivos principales que impedían el avance de la causa: según la ley iraní, Irán no puede extraditar a sus ciudadanos y la ley argentina no prevé los juicios en ausencia. El memorándum habría permitido que el juez y el fiscal argentino interrogaran a los acusados en Teherán y pudieran obtener así una declaración indagatoria de cada sospechoso, aunque podían negarse y los argentinos no tenían  jurisdicción para sentenciar.
El Parlamento de Irán no lo aprobó y fue declarado inconstitucional por la Sala I de la Cámara Federal de Argentina. El memorándum nunca entró en vigencia, pero desató varios conflictos judiciales. 
El 21 de diciembre de 2015 la Cámara Federal de Casación Penal dejó firme en forma definitiva la inconstitucionalidad del memorándum.
En abril de 2024, 30 años después del atentado,  la Justicia argentina confirmó que el gobierno de Irán fue el autor intelectual del atentado y quien que ordenó que se ejecutara. La Cámara de Casación Penal dio por probado que Irán organizó la masacre y la calificó como un delito de lesa humanidad. Los jueces de segunda instancia, Carlos Mahiques, Diego Barroetaveña y Ángela Ledesma, fallaron que el atentado respondió a un designio político y estratégico de Irán que fuera ejecutado por la organización terrorista Hezbolá.
El 5 de diciembre de 2024, la Corte Suprema de Justicia resolvió que Cristina Fernández de Kirchner debía presentarse a juicio oral por  la denuncia presentada por el fiscal Alberto Nisman días antes de morir, en la causa que investiga la firma del memorándum de entendimiento con Irán como un acto de encubrimiento para proteger a los sospechosos iraníes del atentado a la AMIA.

## Antecedentes
En 1992 se produjo un atentado terrorista en la embajada de Israel en Argentina en el cual fueron asesinadas 22 personas de nacionalidades argentina, paraguaya, uruguaya, boliviana, italiana e israelí, y 242 quedaron heridas. La embajada quedó totalmente destruida.
El 18 de julio de 1994 se produjo el atentado terrorista a la AMIA, en el cual fueron asesinadas 85 personas de nacionalidades argentina, chilena, boliviana y polaca, y 300 quedaron heridas. El edificio quedó totalmente destruido.
Las investigaciones llevadas a cabo por la justicia argentina determinaron la responsabilidad del estado iraní. El 25 de octubre de 2006, la justicia argentina acusó el gobierno iraní de planificar el atentado del edificio de la AMIA. ordenando la captura de siete exfuncionarios iraníes y un miembro operativo libanés del Hezbolá.
El 7 de noviembre de 2007, Interpol emitió circulares rojas para capturar a los fugitivos iraníes y llevarlos ante la justicia.
En 2009 la presidenta argentina Cristina Fernández de Kirchner reclamó a la República Islámica de Irán, en un discurso en las Naciones Unidas, que extraditaran a los funcionarios sospechados de haber participado en los atentados terroristas.
El domingo 26 de marzo de 2011 el periodista Pepe Eliaschev, aseguró en el diario Perfil que se había filtrado la existencia de un supuesto «pacto secreto» entre el gobierno de Cristina Fernández de Kirchner y el gobierno de Mahmud Ahmadineyad en Irán para olvidar el atentado terrorista a la AMIA de 1994.
Eliashev sostenía en ese artículo que la Casa Rosada estaba dispuesta a suspender las investigaciones por dos ataques terroristas perpetrados en suelo argentino. Se trataría de un documento secreto en el cual el ministro de Relaciones Exteriores de la República Islámica de Irán, Alí Akbar Salehi, le habría escrito al presidente de su país que «la Argentina ya no está más interesada en resolver aquellos dos atentados, pero que en cambio prefiere mejorar sus relaciones económicas con Irán».
El 20 de abril de 2011, el canciller argentino Héctor Timerman negó ese acuerdo en un medio radial, dijo que se trataba de una noticia falsa, desmintió categóricamente la existencia de un pacto con Irán y atacó duramente al periodista: «Fue el oportunismo de un pseudoperiodista que no vaciló en decir cualquier cosa con tal de ofenderme a mí».
Desde el oficialismo se lo acusó trabajar para los servicios secretos israelíes, Mossad, inventando todo y muchos blogs y medios se hicieron eco de estos dichos.
Eliaschev fue citado a tribunales por el fiscal Alberto Nisman, el oficialismo insistió en que la denuncia era falsa y el supuesto acuerdo con Irán era un invento del periodista para perjudicar al gobierno como parte de una operación política para entorpecer la gira del canciller al Estado de Israel en ese momento. Sergio Burstein ―integrante de la Agrupación de Familiares y Amigos del Atentado a la Amia―, lo acusó de estar pagado para atacar al gobierno.
El 30 de diciembre de 2012, el periodista Pepe Eliaschev había dicho que la DAIA estaba siendo engañada por el canciller argentino Héctor Timerman que estaba negociando en secreto con el régimen de los ayatolás. Héctor Timerman habría aceptado arreglar con Irán a instancias y con el patrocinio del presidente sirio Bashar al Assad. El hecho ya había despertado una polémica dentro de la comunidad judía por el carácter hermético de estas reuniones.

## Firma del memorándum
El 27 de enero de 2013, Cristina Kirchner anunció por Twitter,  que el canciller había firmado un acuerdo para la creación de una Comisión de la Verdad con el gobierno de Mahmud Ahmadineyad por el tema AMIA, que quedaría firme una vez que fuera aprobado tanto por el Poder Legislativo argentino como por el Parlamento iraní. >
Sergio Burstein lo definió como «un paso adelante».
Dijo que se pone también en duda lo resuelto por INTERPOL, que avaló a la justicia argentina.
Pepe Eliaschev lo cuestionó.
La primera mandataria calificó al acuerdo como «histórico» porque «después de casi 19 años del atentado a la AMIA se logra por primera vez un instrumento legal de derecho internacional entre Argentina e Irán para avanzar en el conocimiento y la verdad sobre el ataque terrorista del 18 de julio de 1994».
El 13 de febrero de 2013 el vocero de la Cancillería iraní, Ramin Mehmanparast, declaró que el ministro de Defensa de Irán, Ahmad Shah Cheraghi o Ahmad Vahidi, acusado de ser el autor intelectual del atentado, no iba a ser sometido a declaración indagatoria como parte del acuerdo que la Argentina firmó con Teherán.
El texto completo del Memorándum suscripto entre la Argentina e Irán se dio a conocer el mismo 27 de enero.
El acuerdo fue rubricado por el canciller iraní Ali Akbar Salehi y el canciller argentino Héctor Timerman, quien también lo calificó de histórico e informó que «la Justicia argentina interrogará a los sospechosos iraníes».
La Comisión de Exteriores del Senado rubricó inmediatamente el dictamen para que el acuerdo pudiera ser debatido en la Cámara Alta.
El canciller Timmerman afirmó:

Por primera vez, hay un compromiso escrito de Irán que colocará a los imputados frente al juez natural de la causa, Canicoba Corral, para que la causa AMIA pueda salir de la total parálisis actual en la que se encuentra.

El acuerdo contemplaba la creación de una Comisión de la Verdad, que iba a estar compuesta por cinco comisionados y dos miembros designados por cada país seleccionados conforme a su reconocido prestigio legal internacional. Estos no podrán ser nacionales de ninguno de los dos países.
Ambos países acordarían conjuntamente respecto a un jurista internacional con alto estándar moral y prestigio legal quien actuaría como presidente de dicha comisión.
El acuerdo quedaría firme una vez que fuera aprobado tanto por el Poder Legislativo argentino como por el Parlamento iraní.

## Debate y aprobación en el Congreso de la Nación Argentina
El debate en el Senado fue peleado y duró muchas horas. El jefe del bloque oficialista, senador por el Frente para la Victoria, Miguel Ángel Pichetto, quien abogaba por la aprobación del acuerdo, fue duramente criticado por sus comentarios, especialmente cuando expresó:

El atentado a la AMIA le costó la vida a argentinos de religión judía y a argentinos argentinos que estaban en ese lugar.

La DAIA lo repudió de esta manera:

Estas expresiones tan disvaliosas tienden a propagar una línea que divide a los argentinos en distintas categorías, afirmando que los judíos nacidos en la Argentina no serían suficientemente argentinos... [...]...el senador Pichetto transmite así un desconocimiento básico, confundiendo a la sociedad argentina, conformada, en gran parte, por la llegada de inmigrantes de diferentes colectividades, entre ellas, la judía, arribadas a estas tierras masivamente a partir de 1890, contribuyendo a la construcción de una nación plural y diversa. Desde esos años a la fecha, han crecido en este país cinco generaciones de argentinos de religión judía.

La entonces presidenta dio órdenes de aprobar el memorándum al bloque de diputados de su partido.
El 21 de febrero de 2013 el Senado aprobó el memorándum por 39 votos a favor y 31 en contra.
El 27 de febrero de 2013, luego catorce horas de discusión, la Cámara de Diputados lo aprobó por 131 votos a favor y 113 en contra. De esta manera el memorándum quedó convertido en ley nacional. Ese mismo día hubo una marcha de protesta frente al Congreso.
El único diputado nacional, oficialista, del Frente para la Victoria, que votó en contra, fue Jorge Yoma, declaró ante la Justicia que hubo una orden directa de la entonces presidenta de votar a favor del memorándum. 

Por votar en contra me echaron del bloque y dejaron sin trabajo a toda la gente que me asistía... (...)... Sólo contábamos con la orden del Poder Ejecutivo y el texto del memorándum. En esos tiempos era una práctica muy común del bloque oficialista votar a libro cerrado las instrucciones del Poder Ejecutivo.

El 19 de mayo de 2013, el presidente Mahmud Ahmadinejad firmó el memorándum pero no lo envió al Congreso de su país.
El 29 de septiembre de 2013 Irán expresó que la confirmación por parte de ese país de la aprobación del memorándum de entendimiento no implicaba la entrada en vigencia del acuerdo.
La presidenta argentina tuvo que recordarle al presidente de Irán que tenía que cumplir con el tratado.
El 1 de octubre de 2013, por orden de la presidenta Cristina Fernández de Kirchner, la embajadora argentina en Estados Unidos, Cecilia Nahón, solicitó al país del norte que incluya el atentado a la sede de la mutual judía en el diálogo que comenzó con la República Islámica de Irán.
El 20 de noviembre de 2013, el presidente de Irán, Hassan Rohani, solicitó, través de sus diplomáticos, en un encuentro en Zúrich con diplomáticos argentinos, que Argentina levantara los pedidos de captura internacional emitidos por INTERPOL contra los iraníes imputados para poder continuar con las negociaciones. También le cambiaron el nombre a la comisión eliminando la palabra «Verdad» y la pasaron a llamar «Comisión de Expertos».
El memorándum ingresó al Parlamento iraní el 10 de marzo de 2013. El 15 de marzo de 2013, INTERPOL ratificó la vigencia de los pedidos de captura y se negó a dejar sin efecto las circulares rojas emitidas contra los sospechosos. Según el exjefe de INTERPOL Roland Noble Según Infobae, a partir de ese momento, los iraníes no mostraron más interés en el acuerdo.
Según Ronald Noble, ex secretario general de INTERPOL durante dicho tiempo, el memorándum no implicaba el levantamiento de las alertas rojas y de hecho fue una insistencia de Héctor Timerman que las mismas se mantuvieran.
Un año después de la firma, el canciller Héctor Timerman reconoció que Irán no hacía nada por avanzar con el acuerdo y dudó de que los que critican el Memorándum en Argentina quieran que se haga justicia.
En febrero de 2014 la AMIA y la DAIA solicitaron a la presidenta Cristina Fernández de Kirchner la derogación del acuerdo.
Pero el Memorándum fracasó no por obra del gobierno argentino sino por la falta de interés del gobierno iraní en cumplir el acuerdo. En abril de 2014 Argentina todavía no había tenido ninguna respuesta de Irán para darle curso a la Comisión de la Verdad que estaba prevista en el memorándum y era la parte más importante del tratado.
El tratado nunca recibió tratamiento parlamentario.

## Reacciones
El presidente de la AMIA, Guillermo Borger, consideró que el memorándum era «inconstitucional y fuera de contexto».

Como víctimas, como querellantes de personas que fueron muertos en nuestra casa, no podemos entender hasta el momento, tras casi 19 años de trabajo de la justicia en la que confiamos, que recién ahora se va a crear la comisión. Estos 19 años fueron de mentira, y eso no lo podemos compartir.

El mayor temor de las entidades judías expresaron era que como consecuencia del acuerdo la Argentina levantara los pedidos de captura internacional emitidos por INTERPOL contra los iraníes imputados por el atentado a la AMIA. Esto fue desmentido por el canciller argentino, quien aseguró que eso no pasaría y que, por el contrario, se podría interrogar a los sospechosos. El punto que generaba este temor era el punto 7 del memorándum que expresaba:

Este acuerdo, luego de ser firmado, será remitido conjuntamente por ambos cancilleres al Secretario General de Interpol en cumplimiento a requisitos exigidos por Interpol con relación a este caso.

El titular de la DAIA, Julio Schlosser, se opuso a darle a esta comisión que se crea «facultades no contempladas en la legislación» ya que para aprobarlo y no pasar por encima del poder judicial, el poder ejecutivo necesita el aval de la Corte Suprema de Justicia y del Congreso.
La organización mundial Liga Antidifamación opinó que se trata «un proceso extrajudicial que retrasará aún más, e incluso eliminará, la posibilidad de llevar a los acusados iraníes por el atentado terrorista a la justicia bajo la ley argentina».
Las dos principales entidades judías argentinas, la Asociación Mutual Israelita Argentina AMIA y la Delegación de Asociaciones Israelitas Argentinas DAIA, rechazaron el acuerdo al considerarlo inconstitucional, contrario a las leyes argentinas, una declinación de la soberanía nacional y un retroceso en la investigación judicial. INTERPOL había resuelto que las pruebas acumuladas en el largo expediente por la justicia argentina eran suficientes y aptas para requerir las capturas internacionales de los acusados.
El 28 de enero de 2013, las principales delegaciones judías en la Argentina, la DAIA y la AMIA, emitieron un comunicado en el que expresaban:

La conformación de una Comisión de la Verdad que no está contemplada por las leyes argentinas que regulan el proceso penal implicaría una declinación de nuestra soberanía y un reconocimiento de que las conclusiones a las que se llegó en la investigación judicial, y que dieron lugar a los pedidos de captura de Interpol, no son «la verdad».

La DAIA y la AMIA se opusieron desde el principio:

El recientemente suscripto Memorándum de Entendimiento entre nuestro país y la República Islámica de Irán ha posicionado a nuestra entidad al frente de una batalla que la hemos librado con independencia, conciencia, honorabilidad, responsabilidad y con un compromiso inquebrantable.

La enorme lucha, noble y digna, la dimos sabiendo que en ambas Cámaras la mayoría, que lo aprobaría, estaba garantizada. Nos hemos despertado el domingo 27 de enero con el anuncio de que nos encontrábamos frente a un «hecho histórico»: se firmaría un Acuerdo de Entendimiento entre la Argentina y la República Islámica de Irán en el marco de la causa por el atentado perpetrado contra la AMIA-DAIA.

Todos nuestros comunicados han expresado nuestro fundamentado desacuerdo con el Memorándum, y respecto de cada uno de sus puntos; nos hemos reunido con familiares de las víctimas del atentado a la AMIA-DAIA; nos hemos manifestado en las diferentes instancias legislativas a las que fue elevado este documento, y hemos posicionado claramente nuestro accionar ante los medios nacionales e internacionales.

En memoria de las 85 víctimas que perecieron el 18 de julio de 1994, seguiremos incansablemente persiguiendo la verdad, que sólo podrá surgir a través de la justicia independiente de nuestra República Argentina.

Luis Czyzewski, abogado que participó durante los primeros años en las investigaciones y padre una de las víctimas del atentado, lo definió como «un paso hacia atrás monumental».
«Ponerse a revisar algo que está resuelto y probado por la justicia argentina es dudar lo que se determinó».
Otros opositores políticos como Patricia Bullrich y Eduardo Amadeo adujeron que el acuerdo colocaba al «victimario en el rol de investigador de su propio delito», recordaron que la justicia argentina ya llegó a la verdad. y que el tratado implicaba compartir la investigación con «un Estado que la justicia argentina ya había considerado "terrorista"».
El entonces Jefe de Gobierno de la Ciudad de Buenos Aires, Mauricio Macri, opinó que el memorándum era «una mancha negra en la historia de nuestro país» y «una falta de respeto a la víctimas, los familiares y todos los argentinos» porque «nos aleja de la verdad y de la justicia». Una de sus promesas durante la campaña presidencial de 2015 fue lograr la derogación del mismo.
La diputada Laura Alonso del PRO declaró que el Memorándum era «el error más grave de política exterior en los últimos treinta años». Agregó que quedaba «expuesta una vez más la mentira del kirchnerismo a las víctimas del atentado a la AMIA y a toda la sociedad argentina».
El diputado nacional Carlos Comi, de la Coalición Cívica ARI (de Lilita Carrió), también repudió el acuerdo por considerarlo «una afrenta a la memoria de las víctimas y sus familiares», además de «desconocer lo resuelto por la justicia argentina y violentar la autonomía del Poder Judicial».
El analista político internacional Julián Schvindlerman, exdirector ejecutivo adjunto de United Nations Watch en Suiza, afirmó en Radio Jai que «Nuestro gobierno decidió que no haya justicia en la causa AMIA».
Por su parte, el canciller Timerman declaró que «Decir que cedemos soberanía es un acto de ignorancia o mala fe».
Rosa de Barreiros, madre de un chico asesinado en el atentado, quedó conforme con la reunión en la cual el canciller les explicó la situación: «Que se hiciera en Irán no me gustaba para nada, pero es lo único que tenemos. Es la posibilidad que tenemos, ante nada mejor esto».
El 7 de febrero de 2013 se llevó a cabo en la sede de la DAIA un plenario de presidentes de entidades adheridas y filiales del Interior, encuentro que coincidió con la emisión, por cadena nacional, de un mensaje de la presidenta informando que llevaría a sesiones extraordinarias del parlamento al memorándum.
Finalizada la asamblea, la DAIA difundió un comunicado en el que expresó:

El Plenario de Presidentes de entidades Adheridas y Filiales del Interior del país, reunido en sesión especial, convocada por el Consejo Directivo de la entidad representativa de la comunidad judía argentina, ha analizado el Memorándum de Entendimiento acordado entre el Gobierno de la República Argentina y el Gobierno de la República Islámica de Irán.
Luego de un profundo análisis y debate, el Plenario expresó que no puede convalidar dicho Memorándum de Entendimiento debido a que el mismo no contribuye a avanzar en la búsqueda de la verdad y la justicia en el marco de la causa judicial en trámite en nuestro país. El Plenario reafirma su convicción que el régimen iraní no es un interlocutor confiable, que ampara y promueve el terrorismo internacional y que ha dado sobradas muestras de desprecio por las instituciones de nuestro país. El Plenario expresa su aval a la incorporación de un prestigioso equipo asesor jurídico que se sumará a los letrados de la causa para esta instancia.

En una conferencia de prensa realizada el 14 de febrero de 2013 los notables juristas designados por el plenario como asesores expusieron los argumentos técnicos profesionales por los cuales la entidad no acompañaría el Memorándum. Ese mismo día la DAIA participó en un acto frente al Museo del Holocausto expresando su rechazo al memorándum.
El 19 de febrero representantes de la DAIA se reunieron con la senadora María Eugenia Estenssoro de la Coalición Cívica, el diputado Ricardo Gil Lavedra de la UCR, el diputado Alfonso Prat-Gay de la Coalición Cívica, la diputada Victoria Donda del FAP y Humberto Tumini, secretario general del Movimiento Libres del Sur. Ese día dieron una conferencia de prensa marcando su oposición al memorándum.
DAIA solicitó también audiencia con el senador Miguel Ángel Pichetto del Frente para la Victoria en su calidad de presidente del bloque de la Cámara Alta y con el diputado Agustín Rossi del Frente para la Victoria en su calidad de presidente del bloque de la Cámara Baja, pero ambos se negaron a recibir a la entidad judía.
El 20 de febrero el presidente de la DAIA, Julio Schlosser, fue a la reunión de comisión del Senado, donde reiteró su oposición.
El 25 de febrero dieron otra conferencia de prensa en la sede de la DAIA políticos del Frente Peronista - Ivana Bianchi, Ramón Puerta, Alfredo Atanasof, Carlos Brown y Natalia Gámbaro - del PRO - Jorge Triaca, Julián Obiglio, Laura Alonso, Federico Pinedo, Paula Bertol y Pablo Tonelli - del Peronismo Federal - Francisco De Narváez, Eduardo Amadeo y Gustavo Ferrari - y Patricia Bullrich representando a Unión por Todos, reafirmando su rechazo al acuerdo. En es encuentro la presidenta fue cuestionada por no haber cumplido la promesa que realizara en la Asamblea Anual de Naciones Unidas de que iba a discutir primero con los familiares de los muertos en el atentado y con los senadores y diputados cualquier acuerdo con Irán.
El 1° de marzo de 2013, luego de que el Congreso convirtiera el memorándum en ley, la comunidad judía decidió apelar al Poder Judicial para impedir su implementación. La AMIA y la DAIA, en su carácter de víctimas y querellantes del atentado a la AMIA, expresaron su disconformidad:

Expresamos nuestro profundo desagrado y rechazo por la aprobación del Memorándum de Entendimiento con la República Islámica de Irán, que a consideración de ambas entidades y, a criterio de la mayoría de la sociedad argentina, conduce a la impunidad de los acusados de tan terrible crimen que costó 85 muertos y cientos de heridos.
Es nuestra decisión inclaudicable seguir buscando justicia y, en función de ello, hemos instruido a nuestros asesores jurídicos para que inicien todas las acciones legales que correspondan ante todos los foros, y siempre dentro del marco de la Justicia, con el fin de detener la aplicación del tratado.

Ambas instituciones presentaron un recurso de amparo para declarar la inconstitucionalidad, invalidez e inaplicabilidad de la ley 26.843 que aprobó el Congreso Nacional para ratificar el memorándum.
La Procuradora General de la Nación, Alejandra Gils Carbó, sostuvo que debía rechazarse la presentación de agrupaciones de abogados para que se declarara la inconstitucionalidad de esa ley 26.843.
DAIA y AMIA la denunciaron por su demora para designar al juez y le reclamaron una denegación de justicia porque demoraba en dictaminar quien debería ser el juez competente para atender la presentación de inconstitucionalidad.
Ocho meses después, el juez federal Rodolfo Canicoba Corral rechazó las medidas cautelares y no hizo lugar al recurso de amparo por considerar que, al no existir todavía una ley vigente, una declaración de inconstitucionalidad era improcedente.
En mayo de 2014, la Sala I de la Cámara Federal compuesta por los jueces Eduardo Farah y Jorge Ballestero hizo lugar a la acción de amparo interpuesta por AMIA y DAIA y revocó el fallo del juez Rodolfo Canicoba Corral declarando inconstitucional el memorándum con Irán, por lo que dicho acuerdo quedó sin efecto. La Cámara ordenó reiterar la solicitud de extradición de los acusados iraníes para realizar las detenciones.
El 18 de julio de 2014, al cumplirse veinte años del atentado, en un acto multitudinario, el vicepresidente de la AMIA, Thomas Saiegh, reclamó nuevamente la derogación del acuerdo y exigió medidas concretas para conseguir la captura de los iraníes acusados del atentado. También declaró que: «Héctor Timerman quedará en la historia como el ejecutor material de este crimen de lesa impunidad»
El 14 de enero de 2015, el diputado nacional Sergio Massa declaró que «El memorándum es sinónimo de impunidad y aislamiento internacional» y lo consideró «una vergüenza, un oprobio y un papelón».
En diciembre de 2015 se dio a conocer la grabación de un audio entre el canciller argentino y el dirigente de la AMIA, Guillermo Berger, en el cual el canciller presionaba al dirigente judío para que aceptara las negociaciones con Irán y no siguiera emitiendo comunicados cuestionando el memorándum.
En el mismo se escucha a Timerman reconocer que fue Irán la responsable del atentado a la AMIA. Timerman reconoció que la culpabilidad de los iraníes en momentos en que estaba negociando el memorándum de entendimiento.

Borger: -Nosotros estamos invalidando la figura de Irán.
 Timerman: -¿Y con quién querés que negocie? ¿Con Suiza?

Borger: -Yo voy a decir que Irán es mentiroso, no creíble y negacionista.

Timerman: -Pero no tenemos otro con quién negociar, porque sino, negocio con los EEUU la entrega de los iraníes. Bueno, decime con quién querés que negocie.

Borger: -Yo te entiendo, ojalá pudieras negociar con otro.

Timerman: -Si fuera otro, no hubiera puesto la bomba. Entonces volvemos a lo mismo. ¿Tenés otro para negociar?

En otro momento Timerman habla por teléfono con el vicepresidente comunitario José Scaliter:

Scaliter: -Pensamos que Irán no es para negociar. El año pasado hubo una nota que trajeron ellos que después quedó en nada porque fue una maniobra de dilación.

Timerman: -Hace 18 años que pusieron la bomba. Vos no me decís con quien negociar, me estás diciendo con quien no negociar, que vivo que sos. ¿Con quién querés que negocie entonces?

Scaliter: -El fiscal de la causa (Alberto Nisman), que no lo pusimos nosotros, hizo un estudio serio e importante en donde dice que Irán es responsable.

En otro momento Timerman decía:

A mí me chupa un huevo lo que digan los iraníes, no les creo, no me interesa, no son mis amigos.

El propio Timerman reconoció la veracidad de los audios en su cuenta de Twitter, y Borger afirmó que la grabación provenía de pinchaduras e intervenciones ilegales en las líneas telefónicas de la institución judía.

## Cuestionamientos
El tratado fue criticado por diversos motivos:
- El acuerdo mostró una contradicción de la presidenta porque en la Asamblea Anual de Naciones Unidas de 2012 se había comprometido a que «cualquier cuestión vinculada con Irán iba a ser analizada previamente con los familiares y con las fuerzas políticas representadas en el Parlamento». Sin embargo, según el diputado peronista Carlos Brown «nada de eso sucedió, sino todo lo contrario». Según este miembro de la Cámara Baja del Congreso de la Nación «detrás de esto, evidentemente hay un negocio político, acuerdos con los bloques que representa Venezuela y que ahora pretenden incluir a la Argentina, y un pacto económico relacionado al petróleo y a la venta de granos».[119]
- El acuerdo establecía la creación de la Comisión de la Verdad sin establecer plazos en los que deba expedirse y dejando el futuro de la investigación sujeto a la buena predisposición y consenso entre las partes sin compromisos pre-acordados ni un procedimiento claro de cómo se llegaría a la verdad.[9]
- Según la Agrupación Abogados en Propuesta Peronista (Aprope), se llegó a un «Memorándum de entendimiento» para establecer una «Comisión de la verdad» con un país que, según la Justicia argentina, estaba sospechado de promover, autorizar y encubrir una masacre en la Argentina.[103]
- La conformación de una "Comisión de la verdad" que no está contemplada por las leyes argentinas que regulan el proceso penal implicaría una declinación de la soberanía argentina y un reconocimiento de que las conclusiones a las que había arribado la investigación judicial argentina no eran la "Verdad".
- El acuerdo no establecía si los acusados iraníes estaban obligados a declarar frente a los jueces argentinos en territorio iraní o si los acusados podíán negarse a comparecer argumentando normas procesales locales.[9]
- Interpol había ratificado la orden de captura solicitada por la justicia argentina contra los cinco exfuncionarios iraníes acusados de estar involucrados en el ataque con bomba. Interpol había emitido una "Nota Roja" para la búsqueda del exministro de Seguridad Alí Fallhijan, el excomandante de la Guardia Revolucionaria Mohsen Rezai, el excomandante de las fuerzas QUDS Ahamad Vahidi, el ex agregado cultural de la Embajada de Irán en Buenos Aires, Mohsen Rabbani, y el ex tercer secretario de esa embajada, Ahmad Reza Ashgari. La entidades judías expresaron su temor de que la consecuencia del memorándum fuera que Argentina levantara los pedidos de captura internacional emitidos por INTERPOL contra los iraníes imputados por el atentado a la AMIA porque temían que ese era el motivo por el cual Irán lo había firmado.
- Porque implicaba compartir la investigación con un estado que la justicia argentina ya había considerado terrorista. La justicia argentina había llegado a la conclusión, a través de una exhaustiva investigación, de que cinco altos funcionarios de la República Iraní eran los culpables y ya los había condenado en ausencia. Crear una "Comisión de la verdad" implicaba cuestionar la "Verdad" que la justicia argentina había decidido.[120]
- Se cuestionó que las autoridades judiciales argentinas tuvieran que viajar a Teherán para interrogar a los sospechosos respecto de las cuales Interpol había emitido la notificación roja. Las víctimas del atentado terrorista consideraban que el gobierno de Teherán no era un interlocutor válido porque pensaban que encubría a los sospechosos, todos ellos funcionarios del gobierno iraní. Irán siempre negó toda implicación en esos atentados.
- Si los sospechosos iraníes no estaban obligados a comparecer frente a un tribunal argentino los jueces que viajarían a Teherán no tendrían jurisdicción ni autoridad para dictaminar una sentencia.
- Si uno de los acusados confesara su declaración de culpabilidad no tendría validez de declaración jurada para los tribunales argentinos.
- El acuerdo colocaba al victimario en el rol de investigador de su propio delito ya que el tratado implicaba compartir la investigación con un estado que la justicia argentina ya había considerado terrorista.[121][88]
- Se cuestionó que para esclarecer el caso la indagación se llevara a cabo en Irán porque consideraban que debía actuar solamente la justicia argentina dentro de las investigaciones llevadas a cabo allí. Se llegó a decir que era como si los aliados, antes de los juicios de Núremberg, hubiesen armado una comisión especial para ver si juzgaban o no a los nazis.[122]
- Se cuestionó el hecho de darle a esta "Comisión de la Verdad" facultades no contempladas en la legislación argentina.
- Consideraban que se trataba de un proceso extrajudicial que retrasaría o eliminaría la posibilidad de llevar a los acusados iraníes a la justicia bajo la ley argentina, ya que el gobierno iraní había evadido durante 20 años presentar ante la justicia argentina a los acusados.
- Timerman aseguró que los jueces argentinos indagarían al ministro de Defensa Ahmad Vahidi. El periódico Teheran Times había revelado que Ahmad Vahidi no iba a ser indagado mientras que el gobierno argentino aseguraba que todos los acusados iban a ser indagados por jueces argentinos. El diario oficial iraní había publicado que el atentado había sido perpetrado por el Estado de Israel.[123]

## Caída definitiva del acuerdo
En 2015, al día siguiente de asumir el nuevo gobierno, el presidente Mauricio Macri ordenó no apelar la declaración de inconstitucionalidad de la Cámara de Casación, esto dejó sin efecto el acuerdo firmado por la ex presidenta Fernández de Kirchner.
Al no apelar el gobierno, el 21 de diciembre de 2015, la Cámara Federal de Casación Penal dejó firme la inconstitucionalidad del memorándum. Alberto Fernández, quien había sido Jefe de Gabinete durante toda la presidencia de Néstor Kirchner y durante los primeros seis meses de la primera gestión Cristina Fernández de Kirchner, consideró que el memorándum contradecía todos los discursos oficiales que reivindican la soberanía nacional, que era una enorme claudicación que declinaba la soberanía de los tribunales argentinos sobre sucesos ocurridos en Argentina y que postergaba «las legítimas aspiraciones de quienes aún hoy reclaman poner fin a la impunidad».  Fernández denunció  una supuesta maniobra de encubrimiento en el pacto,  aseguró que la presidenta había mentido y que el memorándum firmado con Irán sólo buscaba encubrir a los acusados.  Por eso, el 1 de julio de 2019, fue llamado a declarar como testigo en la causa que investigaba el presunto encubrimiento de la investigación del atentado a la AMIA.
En 2020, cuando Alberto Fernández ya era presidente de la República Argentina y Cristina Fernández la vicepresidenta, cambió de opinión y justificó el memorándum.
Refiriéndose al atentado a la AMIA declaró:

Es una deuda que tenemos como democracia para con la Argentina. Allí quedaron impunes autores de un hecho tremendo y han pasado décadas. Inclusive cuando en algún momento se buscó un acuerdo con Irán en ese memorándum de entendimiento, que yo critiqué mucho, en el fondo fue la búsqueda de tratar de destrabar el problema que existía de que no enviaban a los acusados a declarar y a encontrar una solución.
Alberto Fernández

## Causa contra Cristina Fernández  por el memorándum
El 14 de enero de 2015, el fiscal Alberto Nisman denunció ante el juzgado del juez Lijo ―quien lleva la causa conocida como «AMIA II, el encubrimiento»― a Cristina Fernández de Kirchner por «decidir, negociar y organizar la impunidad de los prófugos iraníes en la causa AMIA con el propósito de fabricar la inocencia de Irán» y pidió su indagatoria.
El fiscal incluyó en la denuncia al canciller Héctor Timerman, al diputado Andrés Larroque y a Luis D'Elía. Según la denuncia, la presidenta instruía al diputado Andrés Larroque, quien, a su vez, se comunicaba con Luis D'Elía y Fernando Esteche (dirigente del Movimiento Patriótico Revolucionario Quebracho). Según la denuncia de Nisman, la presidenta habría negociado levantar las acusaciones para poder realizar transacciones comerciales y comprarle petróleo barato a Irán. Las negociaciones secretas habrían culminado con el memorándum de entendimiento.
Según el fiscal Nisman, a pesar de que las decisiones fueron votadas por el Congreso en pleno y hasta fueron convertidas en ley, habría que considerar que Cristina Kirchner fue la única responsable, y afirmó que ella en realidad habría querido encubrir a Irán en su responsabilidad por el atentado.
El fiscal sostuvo que poseía, como prueba, las escuchas telefónicas a Mohsen Rabbani. Al haberse realizado en plena feria judicial, la jueza subrogante Servini de Cubría se negó a habilitar la feria para tratar el pedido de indagatoria contra la presidenta:

Debe considerarse que el caso no es de aquellos supuestos que habilitan a ser tratados en el transcurso de feria ―aún por gravedad institucional― en razón de que no se han acompañado las pruebas que le otorgan sustento a sus solicitudes. [...] entiendo que por no tratarse de un asunto de feria, corresponde al juez que conoce en la causa ―el Dr. Lijo― quien evalúe la vinculación con la causa principal, a lo que se agrega el hecho de que me encuentro a cargo de este Juzgado hasta el 21 de enero del corriente.
Jueza Servini de Cubría

Un editorial del periodista Mario Wainfeld, en el diario Página/12 (Buenos Aires), calificó la denuncia como «insostenible».
El periodista la considera como parte de una batalla dentro de los servicios de inteligencia. El periodista Raúl Kollmann acusó al fiscal de ser «la cara en el expediente AMIA del hombre fuerte de la Secretaría de Inteligencia (SI), Jaime Stiuso» y de realizar la denuncia porque está buscando retirarse de la causa convertido en víctima. El periodista de Página 12 consideró que la denuncia forma parte de la misma campaña mediática que pretende mostrar al Gobierno como blando frente a los recientes ataques terroristas en Francia. El diario Clarín dijo que la presidenta no autorizó al canciller a representar al gobierno, en la marcha multitudinaria de París en repudio del terrorismo. La noticia fue desmentida por el propio canciller, que a su regreso a Buenos Aires confirmó su participación en la marcha. Fue el único canciller de América que firmó el libro de condolencias en la sede de la cancillería francesa.
Sergio Burstein dijo que no le cree al fiscal y que se trata de un manejo político.
El gobierno consideró, a la denuncia, «disparatada, ilógica, irracional y violatoria de la Constitucional Nacional».
Acusó al fiscal Nisman de representar intereses internacionales contra la Argentina, de tener una actitud de oposición política para dañar la investidura presidencial y de ser una estrategia política opositora para contrarrestar las buenas noticias sobre la Argentina.
El lunes 19 de enero de 2015, el fiscal Alberto Nisman fue invitado por las diputadas Patricia Bullrich y Laura Alonso a una reunión informal reservada de la Comisión de Legislación Penal de la Cámara de Diputados del Congreso Nacional para compartir la denuncia y sus pruebas.
Pero el mismo lunes 19 de enero, Nisman apareció muerto en su domicilio con un balazo en la sien.
El día 19 se dieron diversas manifestaron en reclamo de esclarecimiento y justicia.
La denuncia fue rechazada por el juez Rafecas por resolución del 26 de febrero de 2015 por entender que no había elementos suficientes para abrir una causa penal. Entre los extensos fundamentos dijo:

”Ha quedado claro, que ninguna de las dos hipótesis de delito sostenida por el fiscal Pollicita en su requerimiento, se sostienen mínimamente…La primera [«Comisión de la Verdad»], porque el presunto delito nunca se cometió. Y la segunda [«baja de las notificaciones rojas»], porque la evidencia reunida, lejos de sostener mínimamente la versión fiscal, la desmiente de un modo rotundo y lapidario, llevando también a la misma conclusión de la inexistencia de un delito"

Mientras se decidía la constitucionalidad del memorándum, el gobierno recusó al magistrado Juan Carlos Geminiani quien fue sustituido. El juez dejó su voto, secreto, por escrito, en una caja fuerte. Mauricio Macri asumió como presidente de la Nación el 10 de diciembre de 2015.  Ese mismo mes se supo cual iba a ser la decisión del magistrado sustituido al ser abierta la caja, allí decía que el acuerdo era inconstitucional porque se trataba de un delito de lesa humanidad y acusaba a la presidenta y al canciller Héctor Timerman de traición a la patria por haber transferido la soberanía argentina a Irán. Si el juez no hubiera sido cambiado el pacto habría quedado anulado desde el comienzo.
El 29 de diciembre de 2015 el fiscal Jorge Taiano acusó a Timerman de traición a la Patria y encubrimiento luego de que se diera a conocer un audio en el cual el ex canciller reconocía que sabía que Irán era responsable de la bomba en la AMIA.
El 7 de septiembre de 2017, en el marco de la causa N° 777/2015 (Fiscalnet 10789/15), caratulada  «Fernández de Kirchner, Cristina y otros sobre encubrimiento», el fiscal Gerardo Pollicita, titular de la Fiscalía Nacional en lo Criminal y Correccional Federal N° 11, acusó a la expresidenta y al ex canciller de un delito de lesa humanidad, «por haber implementado una maniobra tendiente a dotar de impunidad a los ciudadanos iraníes imputados en el marco de la causa N° 8.566/1996 por su responsabilidad en la perpetración del atentado contra la sede local de la AMIA.» El fiscal se refirió a un plan criminal destinado a que los acusados pudieran eludir la investigación penal y sustraerse de la acción de la justicia argentina, en desmedro de los intereses de las víctimas y el real esclarecimiento del atentado. Para estos fines habría sido diseñado el memorándum.

El acuerdo disponía la creación de la denominada Comisión de la Verdad‖, la cual estaba llamada a cumplir un rol central con miras a exculpar a los imputados de nacionalidad iraní, introduciendo para ello una hipótesis distinta a la sustentada por la justicia argentina con la finalidad de redireccionarla y para lo cual fue facultada a emitir recomendaciones que significarían una afectación a la investigación llevada a cabo por el Poder Judicial y, en consecuencia, atentarían contra el sistema democrático y republicano de nuestro país.

Los imputados acordaron la rúbrica del instrumento cuestionado, el cual, según quedará demostrado, lejos de procurar justicia, estaba destinado a obstruirla e impedirla, siendo en realidad el medio escogido por los gobiernos involucrados para materializar el plan de encubrimiento que buscó brindar ayuda para dotar de impunidad a los acusados de nacionalidad iraní imputados por el atentado a la sede local de la AMIA.

El juez Claudio Bonadio aceptó la petición del fiscal de llamar a los acusados a indagatoria, y unificó la causa penal contra la expresidenta por encubrimiento del atentado a la AMIA con la causa por traición a la Patria por el memorándum con Irán. En 2018 se decidió que  Cristina Fernández de Kirchner debía ir a juicio oral por presunto encubrimiento agravado, obstrucción a la justicia y abuso de autoridad, pero el 10 de diciembre de 2019, Cristina Fernández de Kirchner asumió como vicepresidenta de la Nación y el 23 de diciembre de 2019, el Tribunal Oral Federal número 8 revocó el pedido de prisión preventiva de Cristina Fernández de Kirchner por la causa del memorándum. Luego declaró el sobreseimiento sin llegar al juicio oral.
El 7 de octubre de 2021, el Tribunal Oral Federal 8 declaró nulo el caso. 

El Memorándum de entendimiento con Irán más allá de que se lo considere un acierto o desacierto político, no constituyó un delito [...] No hay ningún elemento directo que de manera contundente nos haga pensar que tal temperamento fue más allá de una decisión política para convertirse en un acto de encubrimiento.

Esto implicó el sobreseimiento de Cristina Kirchner, Carlos Zannini, Andrés Larroque y Luis D’Elía junto a otros 7 acusados sin llegar a juicio oral. Los familiares de las víctimas apelaron. En 2023, en segunda instancia, la Cámara Federal de Casación revocó el sobreseimiento con el que Cristina Fernández de Kirchner se había beneficiado  y ordenó que fuera juzgada por el supuesto encubrimiento por el que la acusaba Alberto Nisman por el memorándum de entendimiento Argentina-Irán. Los familiares de las víctimas del atentado a la AMIA habían reclamado que se hiciera el juicio oral contra la ex presidenta.
En abril de 2024, 30 años después del atentado,  la Justicia argentina confirmó que el gobierno de Irán fue el autor intelectual del atentado y quien ordenó que se ejecutara. La Cámara de Casación Penal dio por probado que Irán organizó la masacre y la calificó como un delito de lesa humanidad. Los jueces de segunda instancia, Carlos Mahiques, Diego Barroetaveña y Ángela Ledesma, fallaron que el atentado respondió a un designio político y estratégico de Irán que fuera ejecutado por la organización terrorista Hezbolá. El 5 de diciembre de 2024, la Corte Suprema de Justicia rechazó el recurso presentado por la ex presidenta para evitar el juicio oral por el encubrimiento en el atentado contra la mutual judía AMIA al firmar el memorándum y decidió que debía afrontarlo. Los jueces descartaron por unanimidad que haya existido arbitrariedad por parte de la Cámara de Casación cuando en 2023 decidió revocar el sobreseimiento de la expresidenta y de los demás imputados en la causa que investiga la firma de un memorándum de entendimiento con Irán.